# Karl Coupette (Landrat)
Karl Coupette (* 26. September 1814 in Trier; † 4. Mai 1885 ebenda) war ein preußischer Verwaltungsbeamter, Bürgermeister und Landrat des Landkreises Merzig.

## Leben
Der Katholik Karl Coupette war der Sohn eines Regierungsforstmeisters. Nach Ende seines Schulbesuchs absolvierte er u. a. in Bonn ein Studium der Rechtswissenschaften. Im Jahr 1836 wurde er Auskultator, 1846 Gerichtsassessor in Trier und 1848 kommissarischer Bürgermeister in Bitburg. Von September 1848 bis April 1850 wurde er kommissarisch mit den Amtsgeschäften als Landrat des Landkreises Merzig betraut. Nach einem Wechsel in den Justizdienst wurde er zuletzt noch in Trier zum Landgerichtsrat ernannt, wo er im Dienst verstarb.

## Familie
Karl Coupette heiratete am 24. August 1851 Franziska Henriette Lintz (1830–1907). Aus ihrer Ehe gingen acht Kinder hervor, fünf Töchter, darunter die Malerin Fanny Coupette, sowie drei Söhne, darunter Karl Friedrich Coupette (1855–1929), kaiserlicher Generalleutnant und Leiter des Waffen- und Munitionsbeschaffungsamts. Ein jüngerer Bruder von Karl Coupette war der Geheime Admiralitätsrat Paulin Matthias Josef Coupette.